# Анкилов, Николай Пантелеевич
Николай Пантелеевич Анки́лов (1923—1983) — советский драматург, прозаик. Широкую известность получила его пьеса «Солдатская вдова» (1971), поставленная в более, чем в 100 театрах в СССР и за рубежом. Лауреат Государственной премии РСФСР имени К. С. Станиславского (1973).

## Биография
Родился 18 ноября 1923 года в селе Лярово (ныне Башкортостан) в семье кузнеца. Детство провел в Новосибирской области. Окончил Киевское артиллерийское училище, дислоцированное в Красноярске. Участник Великой Отечественной войны. После войны служил в Уссурийске, на Чукотке. В 1951 году был переведен в Омск, потом в Калачинск. После увольнения в запас работал секретарём парткома в совхозе. С 1957 года начал журналистскую и литературную деятельность. Был газетчиком, корреспондентом радио и телевидения. Писал рассказы, повести на военную тему. Член СП СССР с 1974 года.
Умер 30 мая 1983 года. Похоронен в Омске на Старо-Северном кладбище.

## Творчество
пьесы
- «Всего три дня»[2]
- «Танки уходят в ночь»
- «Таежная легенда»
- «Не хочу рая»
- «Родник в овраге»
- «Тревога»
- «Солдатская вдова» (1971), поставлена более чем в 100 театрах СССР и за рубежом.

повести
- «Последний»
- «Село Березово»

романы
- «Березовские будни (были)».

## Награды и премии
- Государственная премия РСФСР имени К. С. Станиславского (1973) — за спектакль «Солдатская вдова» Н. П. Анкилова, поставленный на сцене Омского ОДТ
- орден Отечественной войны II степени (16.11.1944)
- два ордена Красной Звезды (14.10.1943; 26.10.1955)
- медаль «За боевые заслуги» (15.11.1950) — за выслугу лет в Советской Армии